# Conostegia volcanalis
Conostegia volcanalis är en tvåhjärtbladig växtart som beskrevs av Paul Carpenter Standley och Julian Alfred Steyermark. Conostegia volcanalis ingår i släktet Conostegia och familjen Melastomataceae. Inga underarter finns listade i Catalogue of Life.